# Landing platform dock

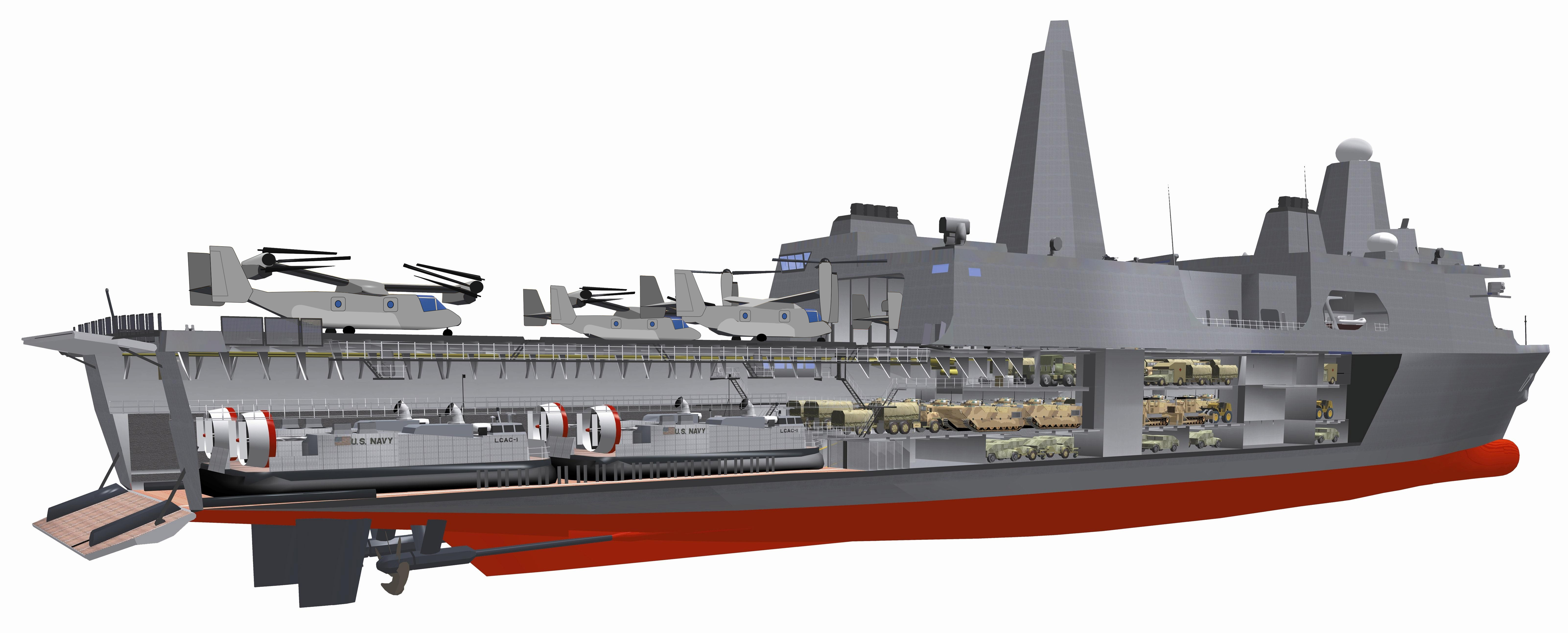
Configuración interior de los LPD de la clase San Antonio de la Armada de los Estados Unidos, muy similar a todos los LPD.

Un landing platform dock (LPD) o amphibious transport dock (en español muelle de transporte anfibio) es un tipo de buque de asalto anfibio que transporta las tropas y medios necesarios para un desembarco militar.
Varias armadas de todo el mundo operan buques de este tipo que, generalmente, están diseñados para el transporte de tropas a una zona de Guerra, así como para actuar en zonas en las que se han producido catástrofes mediante el uso de lanchas de desembarco que operan desde un dique inundable en su interior. También suelen disponer de la capacidad de transportar y operar varios helicópteros.
La configuración de hombres y medios transportables varía dependiendo del tipo de misión a realizar. Estos buques son capaces de transportar vehículos blindados de combate, vehículos anfibios avanzados, lanchas de desembarcos mecanizadas (LCM) o de vehículos y personal (LCVP). Su versatilidad hace que este tipo de buques opere también en misiones de asistencia humanitaria y de protección civil en caso de desastres naturales.

## Clases de LPD

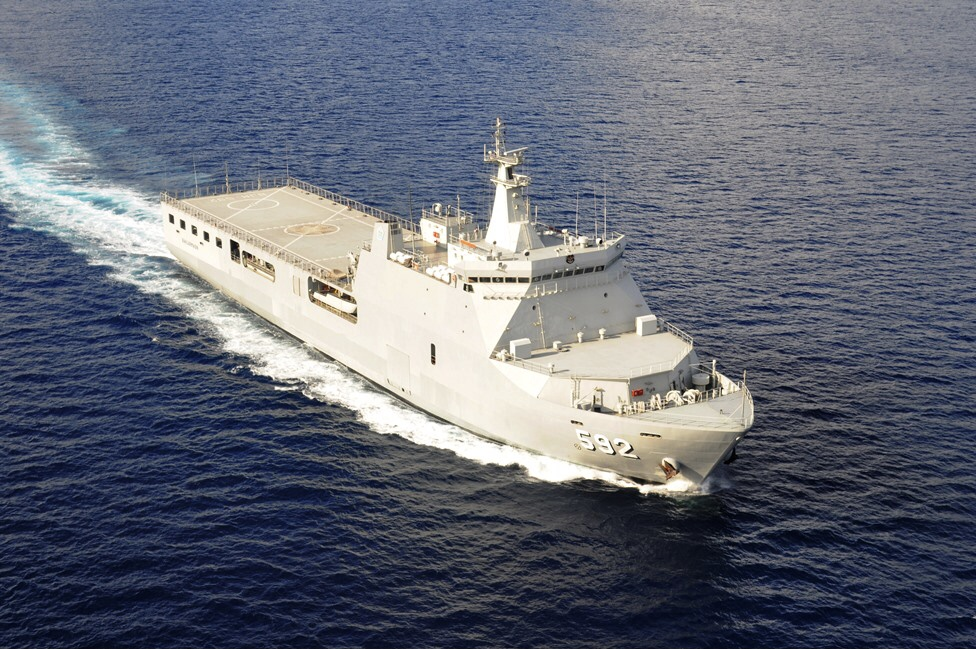
Clase Makassar

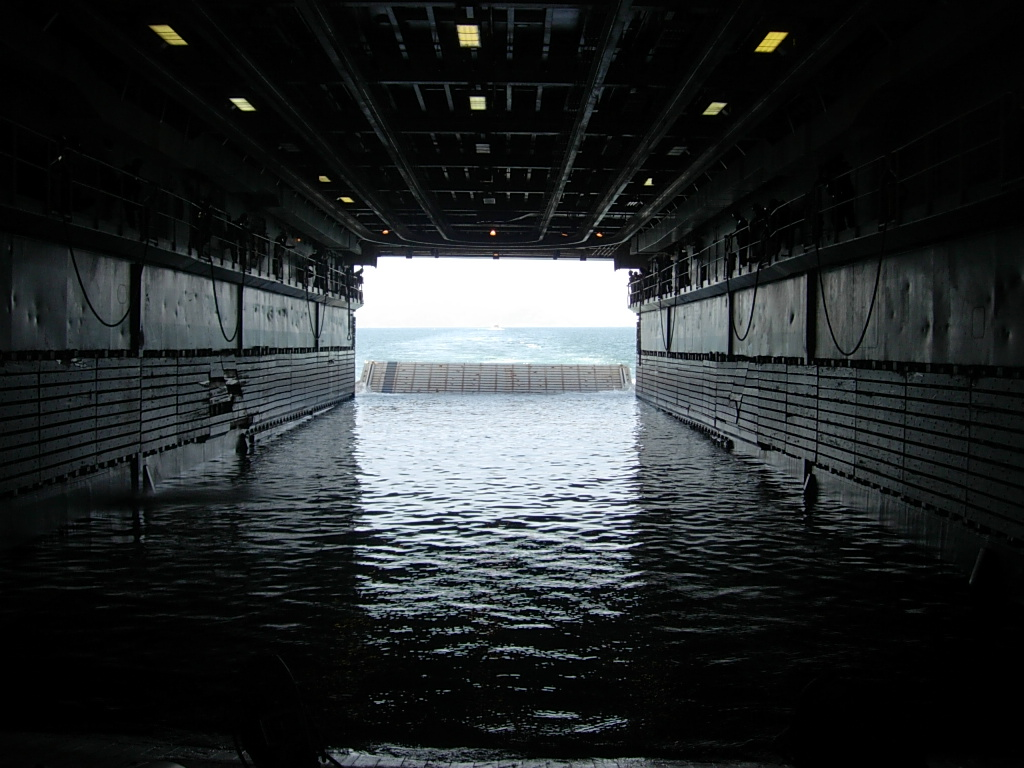
Popa del lastrada para realizar operaciones anfibias.

### En servicio
Perú/ Indonesia/ Birmania/ Filipinas
- Clase Makassar

 Argelia/ Italia
- Clase San Giorgio

 Chile/ Brasil
- Clase Foudre

 China/ Tailandia
- ClaseType-071 (Yuzhao)

 Singapur/ Tailandia
- Clase Endurance

 Países Bajos
- Clase Rotterdam

 España
- Clase Galicia

 Reino Unido
- Clase Bay (basado en el diseño de las clases Rotterdam y Galicia).

 Japón
- Clase Ōsumi

 Reino Unido
- Clase Albion

 Indonesia
- Clase Tanjung Dalpele

 Estados Unidos
- Clase San Antonio

 India
- INS Jalashva (ex USS Trenton)

### Dados de baja
Francia
- Clase Foudre

 Reino Unido
- Clase Fearless

 Estados Unidos
- Clase Austin